# Saprosites obscurus
Saprosites obscurus är en skalbaggsart som beskrevs av S. Endrödi 1964. Saprosites obscurus ingår i släktet Saprosites och familjen Aphodiidae. Inga underarter finns listade i Catalogue of Life.